# Zöldtorkú mangókolibri
A zöldtorkú mangókolibri (Anthracothorax viridigula) a madarak osztályának sarlósfecske-alakúak (Apodiformes) rendjébe és a kolibrifélék (Trochilidae) családjába tartozó faj.

## Rendszerezése
A fajt Pieter Boddaert holland természettudós írta le 1783-ban, a Trochilus nembe Trochilus viridigula néven.

## Előfordulása
Anguilla, Antigua és Barbuda, Barbados, Dominika,  Grenada, Guadeloupe, Martinique, Montserrat, Saint Kitts és Nevis, Saint Lucia, Saint Vincent és a Grenadine-szigetek, Suriname, Trinidad és Tobago, Brazília, Francia Guyana, Guyana és Venezuela területén honos.
Természetes élőhelyei a szubtrópusi és trópusi síkvidéki és hegyi esőerdők, nedves szavannák, vizes élőhelyek, mocsarak és lápok, valamint másodlagos erdők. Állandó, nem vonuló faj.

## Megjelenése
Testhossza 13 centiméter.

## Életmódja
Nektárral táplálkozik.

## Természetvédelmi helyzete
Az elterjedési területe nagyon nagy, egyedszáma ugyan csökken, de még nem éri el a kritikus szintet. A Természetvédelmi Világszövetség Vörös listáján nem fenyegetett fajként szerepel.